# Deliphrum tectum
Deliphrum tectum är en skalbaggsart som först beskrevs av Gustaf von Paykull 1789.  Deliphrum tectum ingår i släktet Deliphrum, och familjen kortvingar. Arten är reproducerande i Sverige.